# Wappen Jerusalems

Wappen der Stadt Jerusalem

Das Wappen Jerusalems (auch in der Flagge Jerusalems enthalten) stellt einen blauen (teilweise auch schwarzen) gemitteten steigenden Löwen auf gelblichem (goldenem) Hintergrund dar. Der Hintergrund besteht aus einem mauerartig angeordneten Muster. Links und rechts, unten in einem Bund zusammenlaufend, sind Olivenzweige ersichtlich. Über dem Löwen steht „Jerusalem“ in hebräischen Schriftzeichen. Der Entwurf dieses Wappens stammt von Eliyahu Koren.

## Bedeutung
Der Löwe stellt den „Löwen Juda“ (Gen 49,9 ) dar. Juda, einer der 12 Söhne Jakobs (= Israel) gilt als Stammvater des biblischen Davids, auf letzteren geht der Davidstern (Magen David) zurück. Die symbolisierte Mauer im Hintergrund stellt die Klagemauer in Jerusalem dar, die Farbe gelb steht für den Jerusalemer Meleke-Kalkstein.
Bei den Zweigen rechts und links handelt es sich um Olivenzweige. Dadurch wird das Staatswappen Israels zitiert, das ebenfalls von diesen Zweigen umgeben ist. Der in Israel weit verbreitete Ölbaum bildet eine traditionelle Lebensgrundlage für die Bewohner. Vor allem durch 1. Mos. 8,11 wurde der Ölzweig im Schnabel der Taube zu einem Symbol für Leben und Zukunft, dadurch für Frieden und Bewahrung der Schöpfung. So schreibt die israelische Botschaft als Erklärung zum Staatswappen: "Die [...] umgebenden Olivenzweige symbolisieren die Sehnsucht des jüdischen Volkes nach Frieden".

## Verwendung
Das Wappen findet sich in der Stadt Jerusalem in allen möglichen Funktionen, sei dies im Eingangsbereich zur Knesset oder bei Sehenswürdigkeiten der Stadt, seien dies Gullydeckel mit dem Wappen als Aufschrift oder aber Abfalleimer. Man kommt in Jerusalem am Wappen nicht vorbei. Einmal im Jahr (veränderlich, da der jüdische Kalender ein Mondkalender ist) findet der sogenannte Jerusalemtag statt. An diesem Tag kann man überall in den Straßen von Jerusalem Flaggen und Wappen der Stadt sehen.

## Königreich Jerusalem

Wappen des Königreichs Jerusalem

Nicht zu verwechseln ist das Wappen der Stadt mit dem Wappen des ehemaligen Kreuzfahrerstaates Königreich Jerusalem (12./13. Jahrhundert). Dieses zeigt ein gelbes (goldenes) Georgskreuz auf weißem (silbernem) Grund mit eckseitig gelagerten vier weiteren Georgskreuzen (s. Flagge Georgiens), zeigt also klar die christliche Bedeutung dieses Wappens auf (die hier abgebildete Art von Kreuz wird notabene Jerusalemkreuz genannt).
In der Stadt Jerusalem selbst ist das Jerusalemkreuz mindestens genau so präsent wie das Wappen der Stadt. Gerade auch die Kirchen der Stadt verwenden gerne dieses Sujet, da sie meist auch von den Kreuzfahrern gebaut wurden. Ebenso findet man das Jerusalemkreuz in der Kreuzfahrerfestung in Akko. Heutzutage ist es zudem ein beliebtes Symbol auf Souvenirs (Schlüsselanhänger etc.).

## Rezeptionsgeschichte
Das Stadtwappen wird von der palästinensischen Übergangsregierung nicht anerkannt, denn diese akzeptiert die israelische Hoheit über Ostjerusalem nicht.